# DARPA Falcon Project

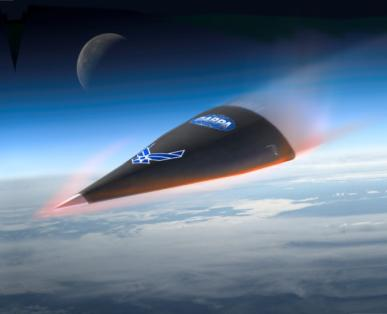
Ілюстрація Falcon HTV-2, що показує етап спуску

Falcon HTV-2 (Hypersonic Test Vehicle) — «гіперзвуковий літальний апарат» (ГЗЛА), що призначений для польоту в атмосфері із гіперзвуковою швидкістю, розроблюється з 2003 року управлінням перспективних розробок міністерства оборони США DARPA.

## Льотні випробування
20 квітня 2010 року в США відбувся перший політ гіперзвукової ракети Falcon HTV-2, апарат стартував на борту ракети-носія Minotaur IV з бази ВПС США Ванденберг у Каліфорнії. Згідно з планом першого польоту, Falcon мав пролетіти 4,1 тисячі морських миль (7,6 тисячі кілометрів) за півгодини і впасти неподалеку від атола Кваджалейна. Ймовірно, апарат зумів розвинути швидкість в 20 чисел Маха у верхніх шарах атмосфери, проте в польоті зв'язок із ним був втрачений, через що випробувачі не змогли отримувати телеметричну інформацію. Найімовірніше причиною невдалого запуску DARPA вважає недолік системи керування польотом Falcon — невірно встановлений центр ваги ракети, а також недостатня рухомість рулів висоти і стабілізаторів. Ймовірно, в польоті ракета стала обертатися навколо поздовжньої осі. При цьому обмежена система керування не дозволила вирівняти політ. Коли обертання досягло граничного значення, встаноленого в програмі, ракета самоліквідувалася.
Черговий запуск Falcon HTV-2 відбувся у 2011 р. з каліфорнійської авіабази Ванденберг. Ракета доставила безпілотний літальний апарат у верхні шари атмосфери, де він успішно відстикувався і мав спускатися вниз, розвиваючи свою максимальну швидкість. На минулих випробуваннях у квітні 2010 року Falcon зник із екранів радарів на 9-й хвилині польоту. 11 серпня всі системи сигналізували про нормальну роботу на 10-й і навіть на 20-й хвилинах. Із поля зору беспілотник пропав на 26-й хвилині польоту, тим не менше, поки на виконання своїх задач Falcon не здатний, і в Пентагоні це вважають провалом.